# Trigona williana
Trigona williana là một loài Hymenoptera trong họ Apidae. Loài này được Friese mô tả khoa học năm 1900.